# Negreta frontclara
El negreta frontclara és una espècie comuna d'estríldids que habiten a Angola, Camerun, República Centreafricana, República del Congo, República Democràtica del Congo, Costa d'Ivori, Guinea Equatorial, el Gabon, Ghana, Libèria, Nigèria, Sierra Leone, Togo i Uganda. El seu estatus de conservació s'ha avaluat com de baixa preocupació (LC).